# Semicerchio

Un semicerchio con raggio r.

Detto AC il diametro del semicerchio, l'angolo B è un angolo retto

In matematica il semicerchio è la figura geometrica bidimensionale che forma la metà di un cerchio. L'arco che viene a formarsi intorno al centro del cerchio ha l'ampiezza di 180°.
Si tratta di un caso particolare di segmento circolare: i due angoli che si vengono a formare tra la circonferenza e la corda  sono angoli retti (vedi figura). La corda coincide peraltro con il diametro.

## Equazione cartesiana
In un piano cartesiano ortogonale Oxy, la funzione della semicirconferenza si ricava semplicemente dall'equazione cartesiana della circonferenza ed è espressa nel modo seguente:
{\displaystyle f(x)={\sqrt {-c-ax-x^{2}}}}
se ha centro sull'asse x, e
{\displaystyle f(x)={\sqrt {r^{2}-x^{2}}}}
se ha centro nell'origine di riferimento, dove
{\displaystyle r={\sqrt {{\frac {a^{2}}{4}}+c}}}
è il raggio della semicirconferenza.

### Calcolo del volume della sfera
Infatti, sfruttando l'integrale di rotazione:
{\displaystyle \pi \int f(x)^{2}dx}
ovvero, facendo ruotare la funzione della semicirconferenza attorno all'asse delle ascisse, si ottiene:
{\displaystyle \pi \int _{-r}^{+r}({\sqrt {r^{2}-x^{2}}})^{2}dx=\pi \int _{-r}^{+r}(r^{2}-x^{2})dx=\pi \left(r^{2}x-{\frac {1}{3}}x^{3}\right)_{-r}^{+r}=\pi \left(r^{3}-{\frac {1}{3}}r^{3}+r^{3}-{\frac {1}{3}}r^{3}\right)_{-r}^{+r}={\frac {4}{3}}\pi r^{3}}
che, notoriamente, rappresenta il volume della sfera.

## Teorema di Talete

Cerchio di Talete

Il teorema di Talete afferma che un triangolo inscritto in una semicirconferenza deve essere necessariamente un triangolo rettangolo.